# Fuerte Gadsden

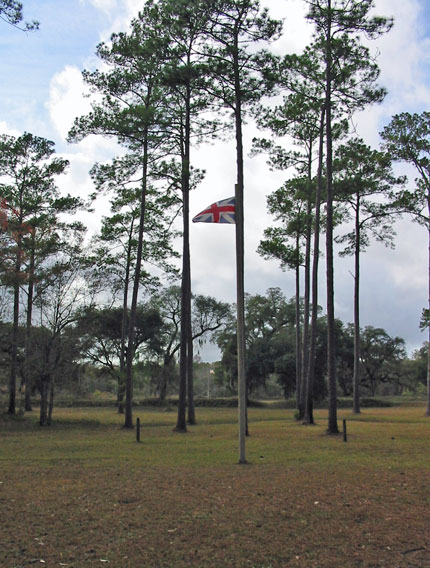
una "Union Jack’’ en el sitio original del fuerte británico.

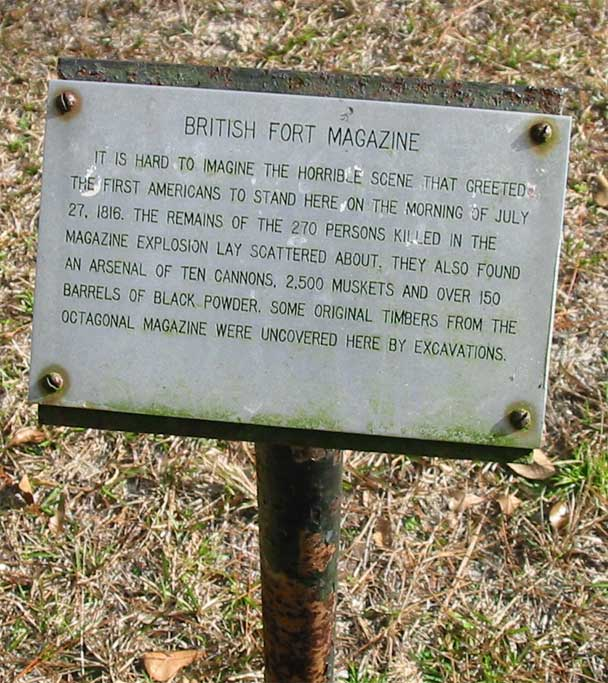
Una placa marca el lugar del polvorín del fuerte.

El Fuerte Gadsden está situado en el Condado de Franklin, Florida, cerca del Río Apalachicola. El sitio contiene las ruinas de dos fuertes, y ha sido conocido por varios nombres en tiempos distintos, como el Fuerte Prospect Bluff, el Fuerte de Nichol, el Puesto británico, el Fuerte Negro, Fuerte Africano y Fuerte Apalachicola. Incluido en el Registro Nacional de Lugares Históricos, el sitio histórico del Fuerte Gadsden está bajo la dirección del Servicio Forestal de los Estados Unidos. Fue nombrado Hito Histórico Nacional en 1972.

## Fuerte Original
Durante la Guerra de 1812, los británicos esperaban reclutar a los indios Seminolas como aliados en su guerra contra los Estados Unidos. En agosto de 1814, una fuerza de más de 100 oficiales y hombres conducidos por el teniente coronel de Infantes de los Marines Reales, Edward Nicolls, fue enviada a la región del río Apalachicola en la Florida española, donde comenzaron a ayudar y entrenar a indios locales. Aunque Nicolls afirmara que reunió numerosos indios, sus esfuerzos dieron poco fruto en términos de enfrentamientos reales, y la finalización de la guerra con la firma del Tratado de Gante terminó con su misión unos meses después de su llegada.
Antes de que Nicolls se marchara, construyó un fuerte en Prospect Bluff, a 15 millas arriba de la desembocadura del Apalachicola y sesenta millas abajo del territorio estadounidense, que equipó con cañones, armas y municiones. El fuerte, conocido al principio como el Puesto británico, sirvió como base para las tropas británicas y para el reclutamiento de ex-esclavos en el nuevo Cuerpo de Infantes de marina coloniales y como un punto de reunión para animar a las tribus indias Seminolas locales para atacar a los Estados Unidos. Cuando los británicos dejaron Florida en la primavera de 1815, dejaron el fuerte del río Apalachicola, bien construido y totalmente armado, en las manos de sus aliados, aproximadamente 300 esclavos fugitivos, incluso miembros del disuelto Cuerpo de Infantes de marina Coloniales, 30 Seminolas e indios Choctaw. Las noticias del "Fuerte Negro" (como se llegó a conocer después) atrajo no menos de 800 fugitivos negros que se instalaron en el área circundante.

Bajo las órdenes de un hombre negro llamado Garson y un jefe Choctaw (cuyo nombre es desconocido), los habitantes del Fuerte Negro lanzaron incursiones a través de la frontera de Georgia. El fuerte, localizado como estaba cerca de la frontera estadounidense, se veía como una amenaza para la esclavitud del Sur. Los Estados Unidos lo consideraron un centro de hostilidad y sobre todo una amenaza para la seguridad de sus esclavos. El Diario de Savannah escribió sobre ello: 
 No era de esperar, que un asentamiento tan pernicioso para los Estados del Sur, sosteniendo la tentación de una parte de su población a la insubordinación, habría sufrido de existir después del final de la guerra. En el curso del último invierno, varios esclavos de este vecindario huyeron al fuerte; otros han llegado últimamente de Tennessee y el Territorio de Mississippi. ¿Hasta cuándo durará este mal, que necesita de remedio inmediato, se le permitirá a existir?

## Asalto estadounidense contra el fuerte
A principios de 1816 los Estados Unidos construyeron el Fuerte Scott en la orilla occidental del río Flint en Georgia con el propósito de montar guardia en la frontera española americana. El suministro del fuerte, sin embargo, era un problema; llevar los materiales por tierra requería viajes por páramos salvajes. El general Andrew Jackson, jefe militar del distrito del sur, prefirió llevar los suministros al fuerte Scott por barco por el río Apalachicola, en territorio español, que tenía tanto la ventaja de ser más fácil como de proporcionar un probable casus belli para destruir el Fuerte Negro. Como era de esperar, cuando una flotilla intentó pasar junto al fortín el 17 de julio de 1816, fue atacada desde el Fuerte Negro y cuatro estadounidenses murieron la escaramuza.
Diez días más tarde, Andrew Jackson ordenó al general de brigada Edmund P. Gaines del Fuerte Scott que destruyera el Fuerte Negro. La expedición americana incluía indios Creek de Coweta, quienes fueron inducidos a unirse a la expedición con la promesa de que se quedarían con los restos del fuerte si participaban en su conquista. El 27 de julio de 1816, después de una serie de escaramuzas, las fuerzas estadounidenses y sus aliados Creek emprendieron un ataque total a las órdenes del teniente coronel Duncan Clinch, con el apoyo de un convoy naval que mandaba Jarius Loomis.
Los dos bandos intercambiaron cañonazos, pero los tiros de los inexpertos artilleros negros no daban en el blanco. Un «tiro caliente» (una bala de cañón calentada al rojo vivo) de las fuerzas estadounidenses entró en el polvorín del fuerte causando una explosión que se oyó en Pensacola, a más de ciento sesenta kilómetros de distancia, y que destruyó el fuerte. De los trescientos ocupantes solo sobrevivieron treinta. Garson y el jefe Choctaw, que estaban entre los pocos que sobrevivieron a la carnicería, fueron entregados a los Creek, quienes «arrancaron la cabellera al choctaw y luego lo apuñalaron mortalmente, pegándole un tiro a Garson a modo de ejecución». Otros sobrevivientes fueron devueltos a la esclavitud.
Los Creek salvaron dos mil quinientos mosquetes, cincuenta carabinas, cuatrocientas pistolas y quinientas espadas de las ruinas del fuerte, lo que les permitió aumentar su poder en la región. Los seminolas, que habían luchado con los semínolas negros, fueron por el contrario debilitados por la pérdida de sus aliados; la participación de los creek en el asalto aumentó la tensión entre las dos tribus. La cólera de los seminolas, desencadenada por los estadounidenses debido a la destrucción del fuerte, contribuiría al inicio de la primera guerra semínola un año más tarde.
España protestó por la violación de su territorio, pero según el historiador John K. Mahon “no tenía las fuerzas suficientes para poder hacer más”.

## Reconstrucción del Fuerte
En 1818 el General Jackson ordenó al Teniente James Gadsden que reconstruyera el fuerte, lo que realizó en un sitio cercano. A Jackson le gustó tanto que le puso su nombre: Fort Gadsden.
Durante la guerra de Secesión, las tropas confederadas ocuparon el fuerte hasta julio de 1863, cuando un brote de malaria obligó a su abandono.